# 灰西鯡
灰西鯡（學名：Alosa pseudoharengus）為輻鰭魚綱鲱形目鲱科的其中一種，分布於北美洲加拿大新斯科細亞省、聖羅倫斯河至美國北卡羅來納州淡水、半鹹水及鹹水水域，棲息深度5-145公尺，體長可達40公分，棲息在沿海半鹹水水域，為洄游性魚類，繁殖期時洄游至淡水溪流產卵，屬肉食性，以魚類、橈腳類、甲殼類為食，可做為食用魚。

## 擴展閱讀
維基物種上的相關：灰西鯡
1. ↑  NatureServe. . The IUCN Red List of Threatened Species. 2013: e.T201948A18235694  [3 October 2022]. doi:10.2305/IUCN.UK.2013-1.RLTS.T201948A18235694.en .